# Барах (село)
Барах (ингуш. Бӏарах) — село в Джейрахском районе Ингушетии. Входит в сельское поселение Гули. Родовое село ингушского тейпа Бӏарахой.

## География
Расположено на юге Республики Ингушетия, в 15 километрах на восток от Гули, административного центра поселения. Ближайшие населенные пункты: Таргим, Йовли, Пялинг.

### Часовой пояс
Село Барах, как и вся Республика Ингушетия, находится в часовой зоне МСК (московское время). Смещение применяемого времени относительно UTC составляет +3:00.

## Население
| 1926 | 2010 |
| ---- | ---- |
| 17   | ↘0   |

## Инфраструктура
Отсутствует.